# Natrix astreptophora
Natrix astreptophora — вид змій родини полозових (Colubridae). Один із 5 видів роду. Поширений у Південній Європі та Північній Африці. Мешканець прибережних водно-болотних ландшафтів. Вид занесений до Бернської конвенції та інших природоохоронних документів. Описано 2 підвиди.

## Опис

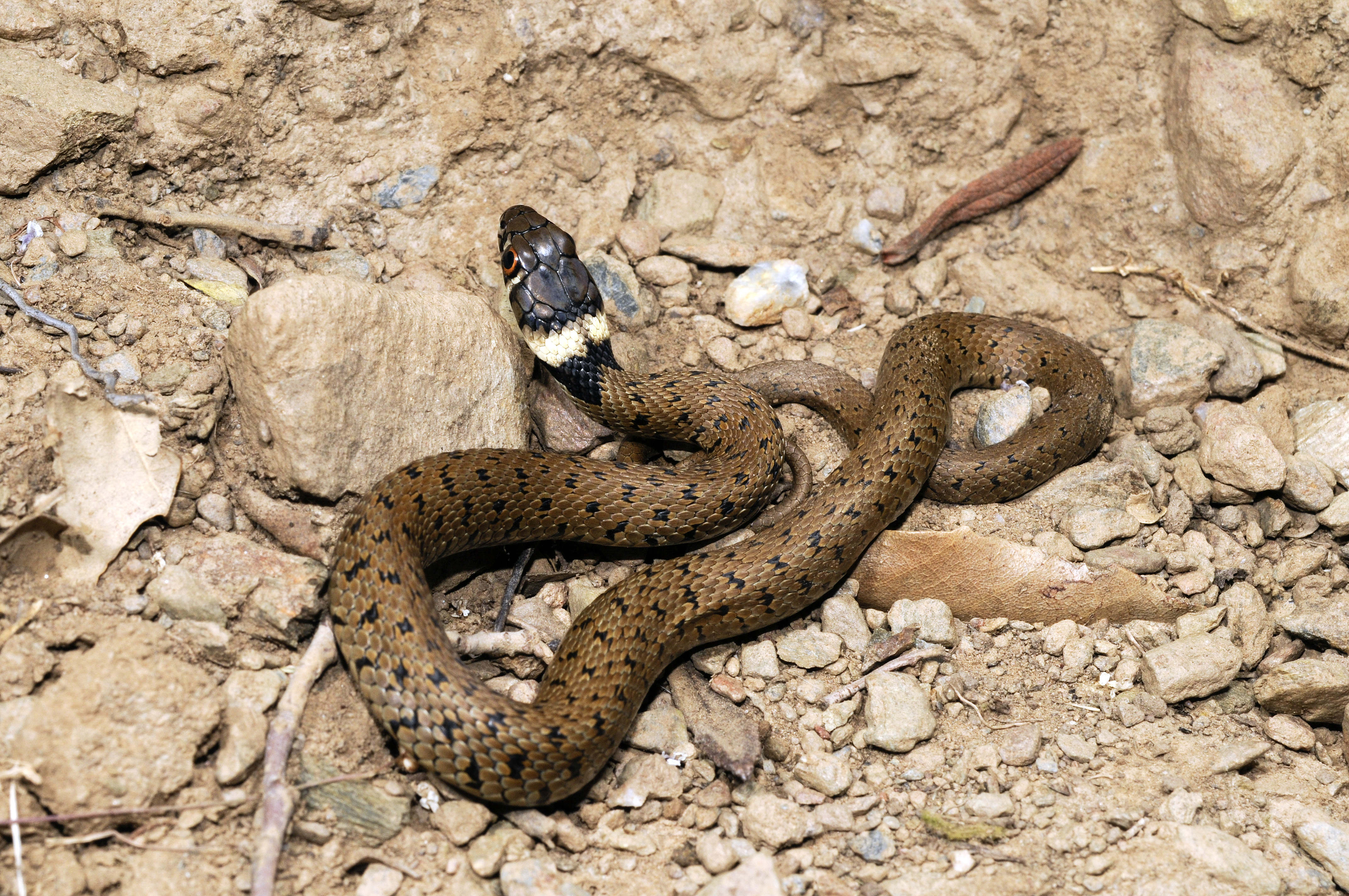
Молода особина

Змія середнього розміру, завдовжки до 150 см і навіть до 205 см. Хвіст (L.cd.) відносно довгий, у 3—5 разів коротший за тулуб із головою (L); у самців хвіст значно довший, ніж у самок. Тулуб циліндричний. Шийний перехват добре виражений. Голова велика, сплощена, чітко відділена від тулуба. Очі великі, з круглими зіницями. Тулубні хребці з нижніми відростками. Череп з помітно розвиненими гребенями. Вільна частина верхньоскроневої кістки приблизно рівна половині цієї кістки. Верхньощелепних зубів 20—25, вони утворюють безперервний ряд, їх розмір поступово збільшується за напрямом у глибину пащі. Нижньощелепні зуби рівної довжини.

### Лускатий покрив
Тулуб вкритий рядами луски з різко вираженими реберцями; реберця відсутні або слабо виражені лише в ряду луски, який межує з черевними щитками. Луска з двома апікальними ямками. Навколо середини тулуба (Sq.) зазвичай 19 лусок. Черевних щитків 153—193, підхвостових — 50—89 пар. Анальний щиток розділений (А. 1/1). Луска хвоста зверху слаборебриста або гладенька. Підхвостові щитки розташовані в 2 ряди.
Голова вкрита великими симетричними щитками. Міжносові щитки більш-менш трикутної або трапецієподібної форми і звужуються попереду. Ніздрі спрямовані вгору. Зазвичай 8 верхніх губних щитків, з них 4-й (іноді й 5-й) торкається ока. Зазвичай 2 або 3 передочні лусочки. 3—4 постокулярні лусочки.

### Забарвлення

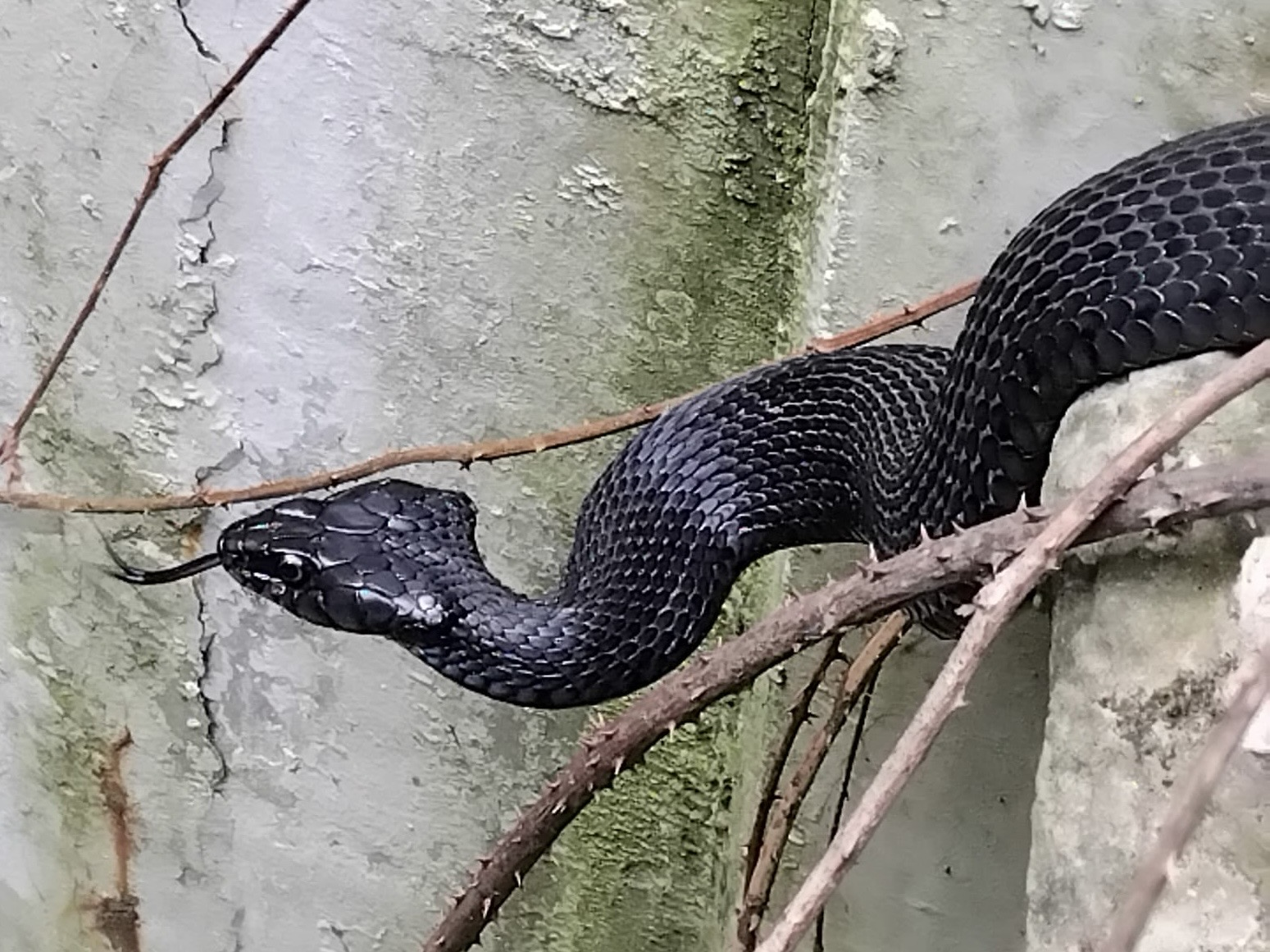
Natrix astreptophora, меланіст

Забарвлення дорослих вужів рівномірно коричневе, оливково-зелене або сіре. У молодих особин є білий з чорним нашийник, який з віком зникає. Черево зазвичай біле або жовтувате з витягнутими поперек прямокутними або неправильної форми чорними плямами, які іноді зливаються між собою. Трапляються чорні або майже чорні особини (меланісти). Райдужна оболонка яскраво-помаранчева.

## Поширення
В європейському регіоні цей вид поширений на всьому Піренейському півострові, включаючи Балеарські острови, Андорру та безпосередньо прилеглі регіони Середземномор'я на південному заході Франції. Вид трапляється разом з "Natrix helvetica" на крайньому півдні Франції, хоча обидва види тут надзвичайно рідкісні. У Північній Африці відомі окремі локалітети в Алжирі і Тунісі.

## Місця проживання
Водно-болотний вид плазунів, більш-менш тісно пов'язаний із водою, мешкаючи по берегах річок, озер, ставків, затонів, боліт, в очеретяних заростях, на заплавних луках, чагарниках, рідколіссях і лісах, біля окремих джерел тощо. Весну проводить віддалік від води, переселяючись до водойм влітку й знову віддалюючись до місць зимівлі восени. У гори піднімається до висоти 2300 м н. р. м. Як сховища використовує пустоти між коренями, купи каміння і хмизу, нори різних риючих тварин. Не уникає близькості до людини, селячись у парках, садах, на городах, у льохах під домами, сараях, купах господарського сміття і стогах сіна.

## Особливості біології
Після зимівлі з'являється на початку березня — у середині квітня. На зимівлю уходить звичайно в листопаді. У теплі зими зимова сплячка може значно скорочуватись або носити переривчастий характер. Веде переважно денний спосіб життя, у літній період активний також у сутінках та вночі. Чудово плаває й пірнає, запливаючи у великих водоймах іноді на кілька кілометрів від берегів.
Natrix astreptophora належить до яйцекладних змій. У період парування у квітні — травні вужі збираються великими групами, утворюючи клубки, що складаються з 1—2 самиць і 5—10 самців. У липні — серпні самиці відкладають по 6—35 яєць у купах прілого листя або гною, у гнилих пеньках, норах гризунів, тріщинах берегів, обривах та інших достатньо зволожених місцях. Самиці можуть здійснювати сезонні міграції на відстань до кількох кілометрів, щоб знайти відповідні місця для відкладання яєць. У найбільш сприятливих сховищах одночасно відкладають яйця по кілька самиць. Розмір яєць 12—23 × 23—25 мм. Інкубаційний період становить близько 60 діб. Молоді, завдовжки 110—135 мм, з'являються в кінці липня — на початку вересня.
Живиться переважно земноводними, поїдає також рибу, ящірок, дрібних ссавців, птахів та великих комах. Здобич завжди ковтає живцем. У випадку небезпеки відригує заковтнуту здобич і рятується втечею.

## Вороги

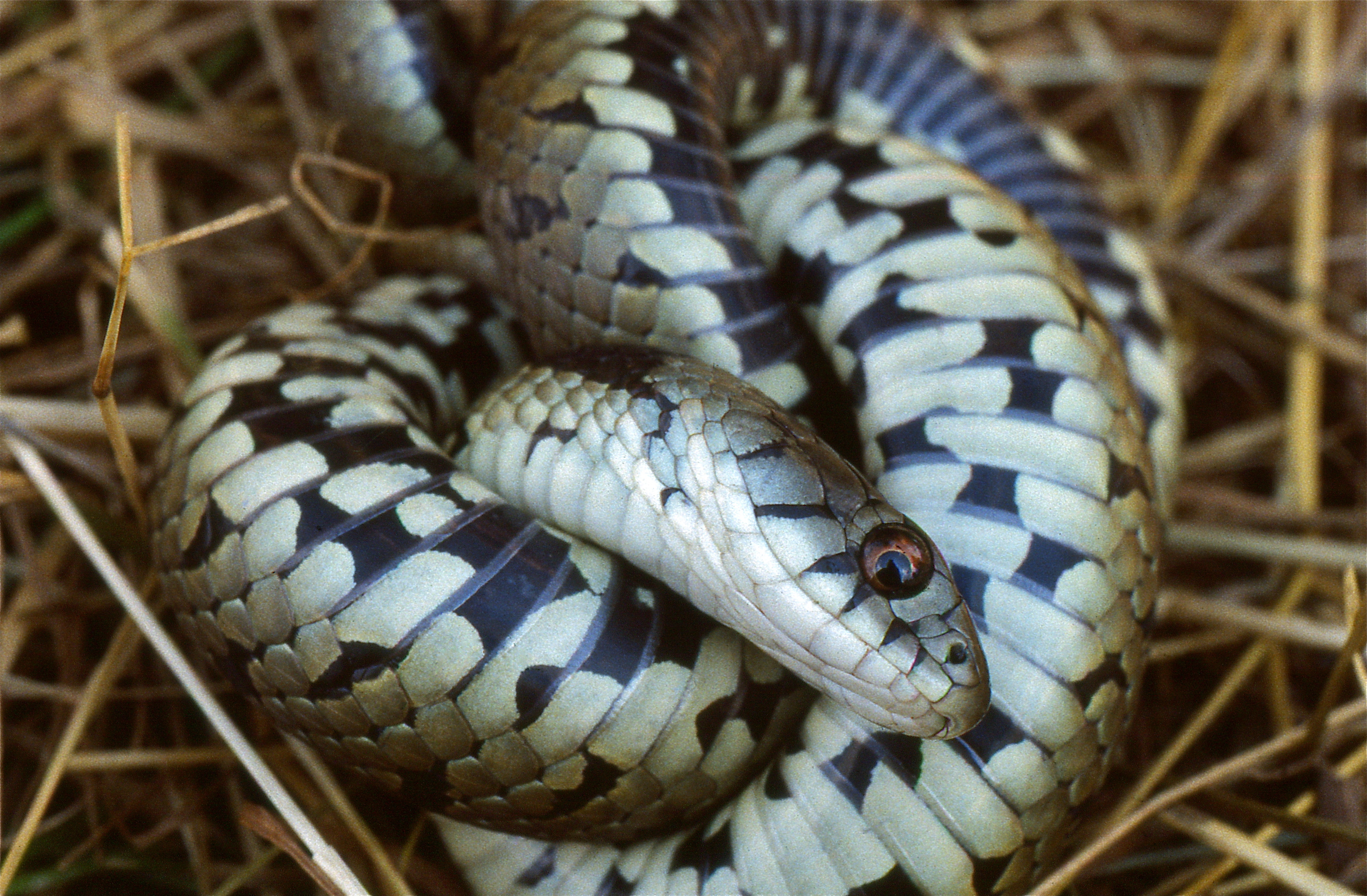
Natrix astreptophora, імітація смерті

Одним із основних засобів захисту вужа від хижаків/людини є виділення екскрементів із стійким смердючим запахом. Рідко кусається, хоча може сплющувати і збільшувати голову та висувати щелепи назовні, у результаті чого  його голова приймає трикутний вигляд, як у гадюки. При цьому вуж гучно шипить і робить випади в бік нападника і навіть може вдарити його головою із закритим ротом. Якщо це не стримує агресора, вони часто удають смерть, розвернувши живіт догори та висунувши язик із рота.

## Охорона
Стан більшості природних популяцій виду в межах ареалу залишається більш-менш стабільним. Саме тому він, згідно Червоного списку МСОП, отримав охоронний статус «відносно благополучний вид». Але стан окремих субпопуляцій Natrix astreptophora за останні десятиліття погіршився, спостерігається значне зниження чисельності внаслідок деградації природного середовища, у тому числі через забруднення водойм і часті пожежі. Вужі гинуть на дорогах, а також несправедливо переслідуються місцевим населенням і рекреантами. Тому вид занесений ще до Додатку III Бернської конвенції (охоронна категорія: вид потребує охорони).
Вид присутній на багатьох природоохоронних територіях по всьому ареалу. Будівництво коридорів під дорогами може допомогти значно знизити смертність на дорогах для деяких субпопуляцій. Відновлення природної річкової гідрології може принести користь цьому виду та обмежити розширення ареалу інвазивних риб, що часто входять до раціону вужів.

## Систематика
Один із 5 видів роду вужів (Natrix). Раніше розглядався як підвид Natrix natrix astreptophora.
Станом на 2024 рік описано 2 підвиди:
- Natrix astreptophora astreptophora (Португалія, Іспанія, Франція);
- Natrix astreptophora algerica (Алжир, Туніс).